# Kalorienzähler

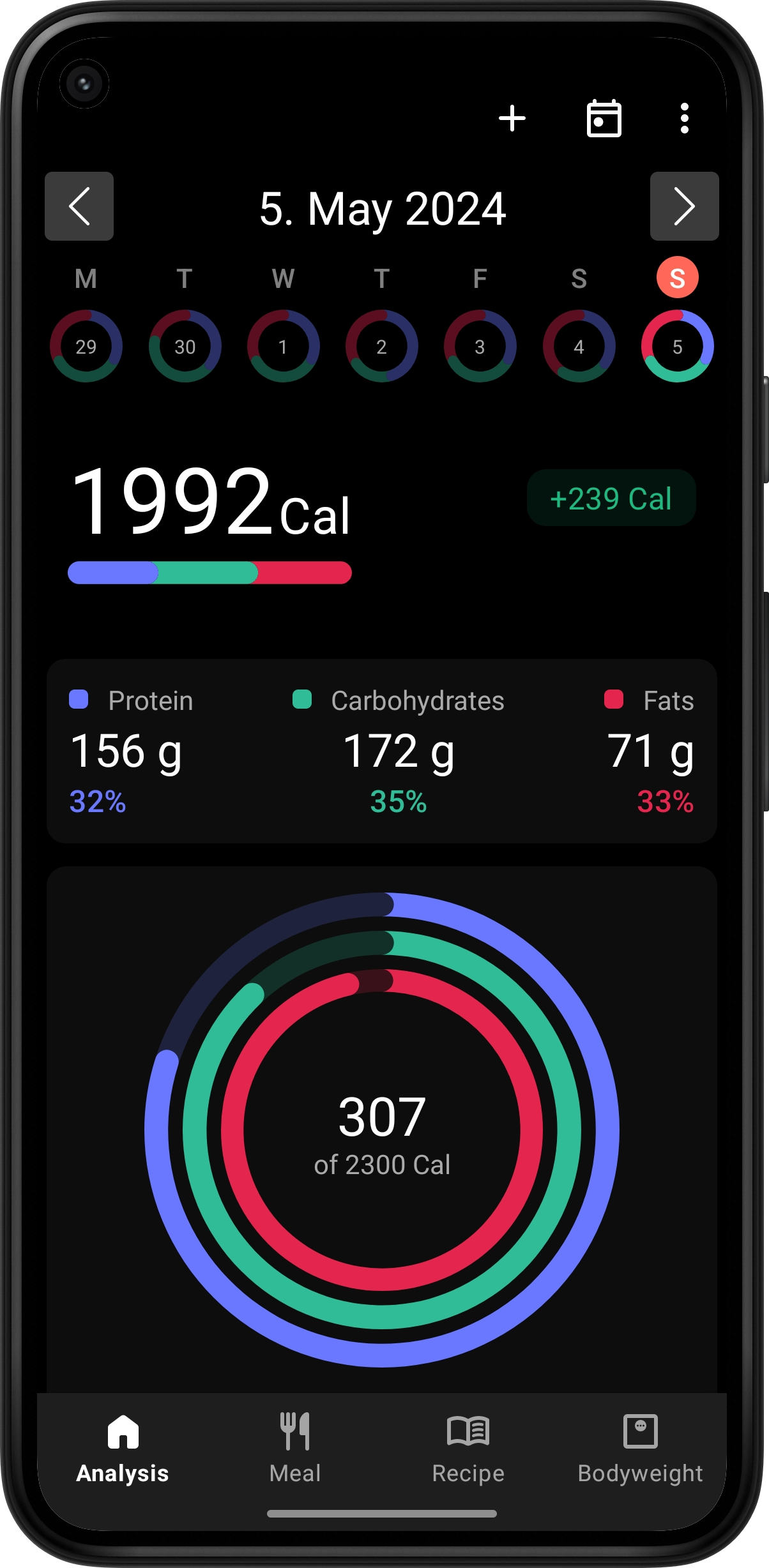
Kalorienzähler – Zusammenfassung der Kalorien- und Makronährstoffzufuhr. Die Angabe ist in Cal („große Kalorie“), was der Kilokalorie entspricht

Kalorienzähler (oder Ernährungstagebücher) sind Programme, mit der Anwender ihre tägliche Ernährung in Bezug auf Nährwerte wie Kalorien, Makro- und häufig auch Mikronährstoffe erfassen und auswerten können. Üblicherweise werden auch das Körpergewicht und die körperliche Aktivität beobachtet. Die Nutzung soll helfen, das Körpergewicht zu reduzieren.

## Entwicklung
Das manuelle „Kalorienzählen“ basiert auf Nährwert-Kalorien-Tabellen in Buchform und auf den Nährwertkennzeichnungen auf Produktverpackungen. Mit dem Aufkommen von Smartphones haben „Kalorienzähler“-Apps das Erfassen vereinfacht. Die Smartphone-Kamera erfasst den Barcode eines Produktes, aus einer Datenbank werden die Nährwertinformationen bereitgestellt.

## Funktionen
Der Nutzer erfasst jedes gegessene Nahrungsmittel samt Mengenangabe, um seine Gesamtkalorien und die Nährstoffzufuhr zu ermitteln und mit seinem Ziel zu vergleichen. Er kann alle paar Tage sein aktuelles Körpergewicht in die App eingeben und später Rückschlüsse auf die Effektivität seiner Ernährung ziehen. Um den Kalorienverbrauch zu erfassen, können die Apps Schnittstellen von Fitness-Trackern anderer Anbieter anbinden, auf den Aktivitätssensor des Telefons zugreifen, oder man speichert die Aktivität manuell.

## Datenschutz
Die meisten Kalorienzähler-Anwendungen erfordern ein Benutzerkonto. Mahlzeiten- und Körpergewichtseinträge werden auf einem Server des Anbieters gespeichert, es werden personalisierte Profile mit sensiblen Daten erstellt, die bei einem unbefugten Zugriff gefährdet sind. Anwendungen ohne Registrierung sind in dieser Hinsicht sicherer, haben allerdings keine serverbasierte Datensicherung.

## Studienlage
Eine Cochrane-Metaanalyse (2024) über 18 Studien mit insgesamt 2700 Personen ergab, dass sich das Gewicht der Teilnehmer nach zwei Jahren kaum oder gar nicht verändert. Wirkungen auf das Wohlbefinden und die Lebensqualität sind gering oder nicht vorhanden. Die Apps schnitten ebenso ab wie persönliches Coaching, „keine App“ oder „übliche Versorgung“. Allerdings ist die Evidenz noch sehr schwach, eine große Anzahl von Studien ist angekündigt oder laufend.